# 田夏礼

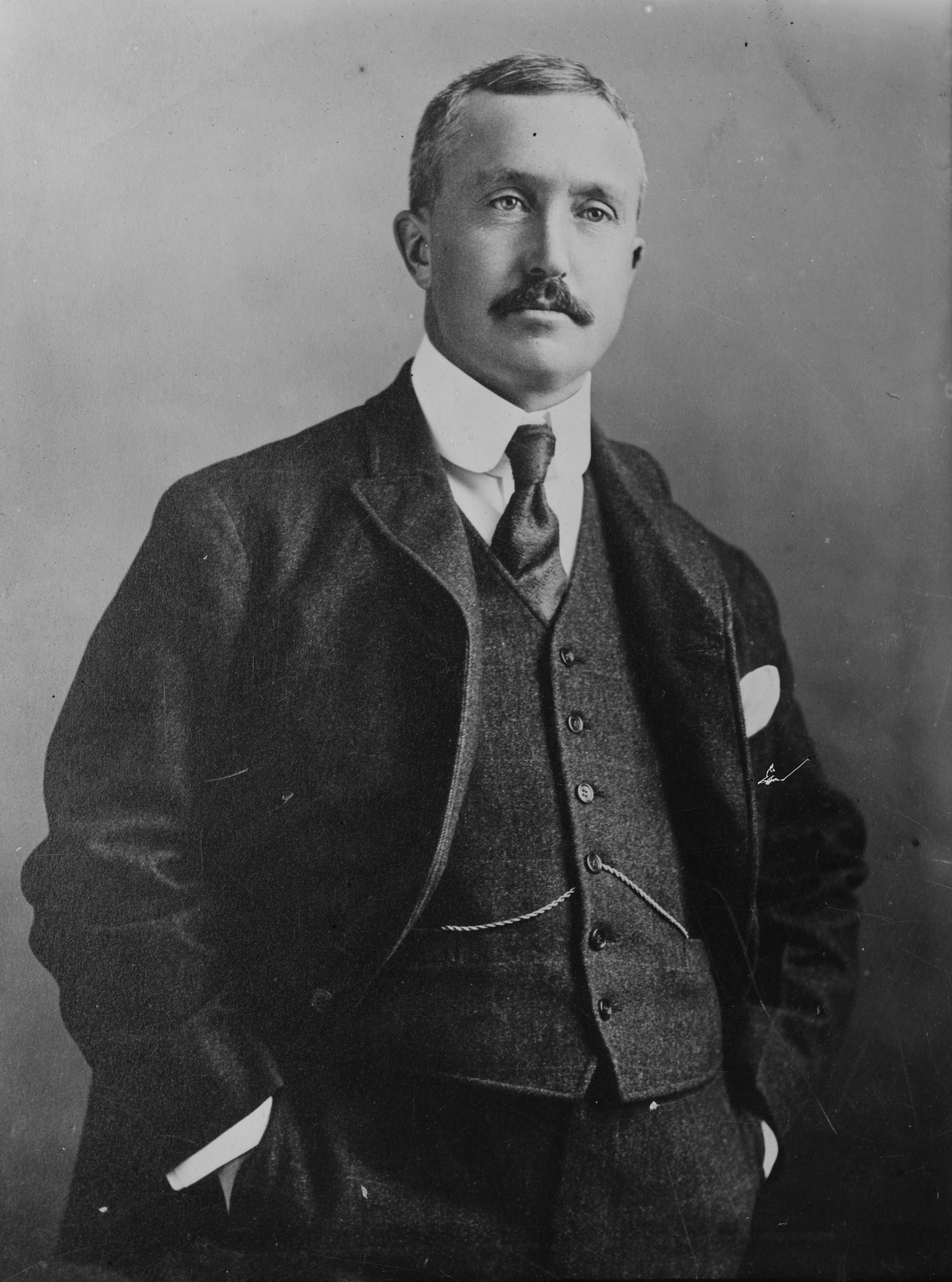
Charles Denby Jr.

田夏礼（英語：Charles Harvey Denby, Jr.，1861年11月14日—1938年2月15日），美国印第安纳人，外交官，深谙中国语言和文化，曾任职于中国和奥地利维也纳。1885年，田夏礼随父前来中国。中日甲午战争期间，多次负责协调中国与日本的谈判，后为《马关条约》主要起草人之一。1900年至1902年8月15日担任八国联军统治天津的临时政府委员会秘书长。1902年至1905担任直隶总督袁世凯的首席顾问，后担任美国驻上海总领事。

## 家庭
- 父亲田贝，1885年至1889年任美国驻中国大使。